# 布拉纳西里马塔亚兰寺
布拉纳西里马塔亚兰寺是在拉玛四世统治时期竣工，位于泰国曼谷拍那空县虎神庙区阿斯当路的一座三级普通皇家寺院。此寺由昭披耶·苏坦玛蒙特利建造，曾经出现在拉玛三世统治时期拉达那哥欣皇家编年史中。
1977年10月24日，泰国艺术部宣布将寺庙登记为历史古迹。